# 法典化
法典化（ほうてんか）とは、法の内容を法典とすることをいう。

## 概要
法典とは、特定の法分野について当該分野における一般原則を含みつつ幅広く体系的に規律する成文法を指すことがある一方で、単に過去の法令を集めた公式の法令集を指すこともあるため、法典化という言葉も、それぞれの意味に対応して用いられる。
前者の意義に対応する法典化については、法を可視的・統一的にする役割を果たすが、他方で、法の自由な創造が妨げられることになる。このため、法典化の際には大論争が起こることがある。
日本においても明治の半ばに民法典論争が繰り広げられた。

## 法典論争
最も有名なのは、19世紀初頭のドイツにおけるフリードリヒ・カール・フォン・サヴィニーとアントン・フリードリヒ・ユストゥス・ティボーの間の法典論争である。この論争は、サヴィニーの勝利に終わり、以後、歴史学派の活躍によって、当時の普通法 (gemeines Recht) であったローマ法の現代化が遂行されていくことになる。